# 塞爾希伊夫卡 (米哈伊利夫卡市鎮)
47°58′55″N 35°13′29″E / 47.98194°N 35.22472°E
塞爾希伊夫卡（烏克蘭語：Сергіївка）是位於烏克蘭東南部的村莊，由扎波羅熱州扎波羅熱区的米哈伊利夫卡市鎮負責管轄。該村面積0.56平方公里，2001年人口234，人口密度每平方公里417.9人。